# きそ (フェリー・2代)
きそ（KISO ）は、太平洋フェリーが運航するフェリー。本項目では、現在運航されている2004年に就航した2代目を取り扱う。

## 概要
先代のきその代船として建造された。全長は巨大船に該当しない限度一杯の199.9mとされている。振動・騒音の軽減に配慮した設計として、主機関の防振支持、後部船室の浮床構造などが採用され、快適性の向上が図られている。また、航路の特性上、昼間の時間帯も航行することから、可能な限り船室を海側に配置し、展望を確保している。2011年に建造されたいしかりは本船の準同型船となっており、推進システムは基本的に本船を踏襲している。
先代のきその運航中は、区別のためニューきそと呼称されていた。

## 船内
太平洋フェリー所有の各船はデザインコンセプトが定められているが、本船は「南太平洋のしらべ」をデザインコンセプトとしている。
先代と比較して個室が大幅に増やされ、B寝台の階段を互い違いに配置するなど、プライベートスペースの確保を重視した作りとなっている。
また、バリアフリー対応として、1等洋室、S寝台に車椅子対応の客室が設けられ、船内の廊下等も車椅子での利用を前提として設計されている。バリアフリー対応エレベーターの設置により、車両甲板から客室、公室、遊歩甲板までフラットに移動可能で、車椅子対応多目的トイレも設置されている。
車両甲板は、トラック甲板3層、乗用車甲板1層で、トラック甲板の一部はリフタブル甲板（可動甲板）となっており、需要に応じて乗用車をより多く搭載可能である。
2014年6月27日より、国内初となる船上での公衆無線LANサービスの試験提供を開始した。衛星回線を利用したものでソフトバンクモバイルが提供する。試験期間中は無料で利用できるが、利用には登録が必要となる。2015年5月31日をもって試験提供を終了し、翌日6月1日正午より正式サービスとして24時間につき980円の有料サービスとなる。

### 客室
スイートルームの船客には、レストランの食事券がサービスされる。スイートルームおよび特等は、バス・シャワートイレ付き、1等はシャワー・トイレ付きとなる。個室、S寝台にはテレビが設置されている。
- ロイヤルスイートルーム - 6デッキ1室
- スイートルーム - 6デッキ1室
- セミスイートルーム - 6デッキ2室
- 特等（洋室） - 6・7デッキ各26室
- 特等（和室） - 7デッキ8室
- 1等（和洋室 - 5デッキ24室
- 1等（洋室） - インサイド（5デッキ バリアフリー2室、6・7デッキ各24室）
- 1等（和室） - 5デッキ8室
- S寝台 - 1段ベッド、一部バリアフリー対応（5デッキ6室）
- B寝台 - 上下完全セパレート型2段ベッド（5デッキ8室）
- 2等（和室） - 5デッキ・7デッキ各4室
- ドライバールーム（洋室） - 5デッキ10室

### 公室
6デッキ
- レストラン「タヒチ」 - バイキング形式で朝食、昼食、夕食を提供
- スタンド「マーメイドクラブ」 - 軽食・飲料を提供、ピアノステージ有
- シアターラウンジ「サザンクロス」 - 二層吹き抜け
- 展望通路「プロムナード」
- ドリンクハット「ボラボラ」 - 当初飲料を提供、その後給湯室として使用
- OAコーナー「マルルー」
- レストラン個室「ローズルーム」
- ゲームコーナー
- マッサージ機コーナー

5デッキ
- エントランス - 三層吹き抜け構造
- インフォメーション
- ショップコーナー
- カラオケルーム「カラオケスタジオQ」 - 9名×2室
- 展望大浴場・サウナ
- キッズルーム